# 孔茂功

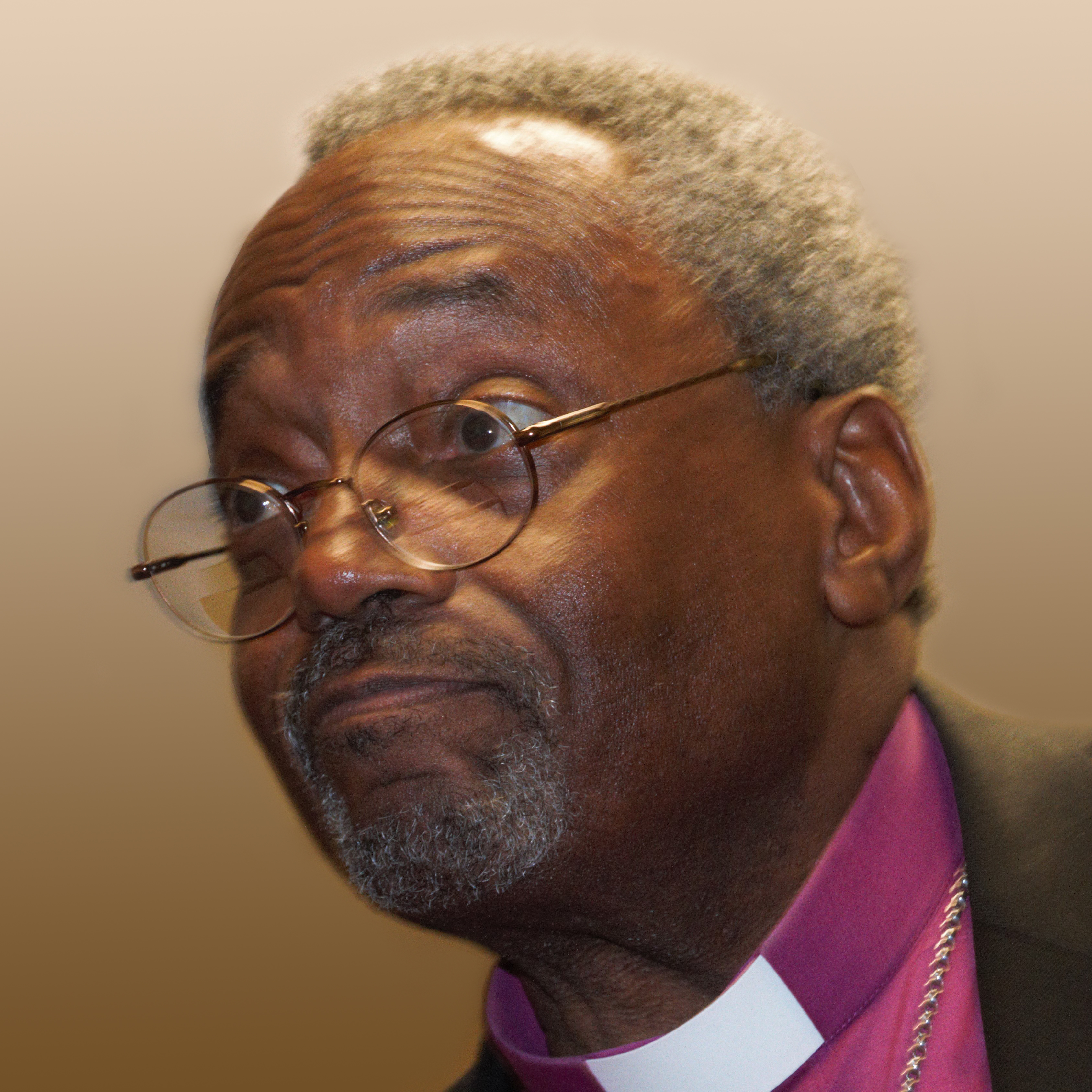
孔茂功（Michael Bruce Curry）

孔茂功（1953年3月13日—）是美國聖公會第27任首席主教同主教長，於2015年當選，是首位黑人出任此職位，當選前是聖公會北卡羅來納教區主教。

## 哈里王子婚禮
2018年5月19日，孔茂功於哈里王子與梅根婚禮佈道。佈道演講富有激情，令皇室及賓客感到意外。佈道內容強調「愛」的救贖力量，並以「火」比喻「愛」之強大。演說全長14分鐘，得到聽眾欣賞。

## 家人
孔茂功與妻子Sharon（原姓Clement）有兩名女兒。

## 作品
- . Harrisburg, Pennsylvania: Morehouse Publishing. 2013. ISBN 978-0-8192-2886-4.
- . Harrisburg, Pennsylvania: Morehouse Publishing. 2015. ISBN 978-0-8192-2993-9.

## 外部連結
- Drake, Gavin. （页面存档备份，存于） "In Profile: Presiding Bishop Michael Curry," Anglican Communion News Service, November 12, 2015. （页面存档备份，存于）
- YouTube上的孔茂功主教喺哈里王子婚禮嘅佈道